# Le Sommet des dieux
Autre
Le Sommet des dieux (神々の山嶺, Kamigami no itadaki) est un manga seinen de Jirō Taniguchi, adapté d'un roman du même titre de Baku Yumemakura. La série est prépubliée dans le Business Jump entre 2000 et 2003 avant d'être rassemblée en cinq Tankōbon par Shūeisha. La version française est éditée par Kana entre mars 2004 et mai 2005.
Entre Japon et Népal, le photographe alpiniste Fukamachi, découvre à Katmandou un appareil photo qui ressemble beaucoup à celui de l'alpiniste anglais George Mallory, disparu en juin 1924 sur la crête nord de l'Everest. Commence alors une enquête quasi policière qui le lance sur les traces d'un grimpeur mythique, Habu Jôji. Il va l'accompagner dans sa quête d'absolu, en tentant de répondre à la question : d'où vient ce besoin d'escalader les montagnes, de gravir l'Everest ?
Cette longue fresque est très documentée sur l'alpinisme en conditions extrêmes, tant techniquement qu'historiquement. Elle déroule en noir et blanc, avec quelques planches initiales en couleurs, les vastes paysages alpins et surtout himalayens. Elle met en scène avec réalisme toute une série de personnages autour des deux personnages principaux Habu Jôji et Fukamachi.

## Synopsis
Juin 1993. Dans une boutique de Katmandou (Népal), un photographe alpiniste, Fukamachi, pense avoir retrouvé l'appareil photo de George Mallory disparu dans l'Everest en 1924. Mais il se le fait voler. Au cours de son enquête pour retrouver l'appareil — qui pourrait faire savoir si George Mallory et Andrew Irvine ont été les premiers à avoir atteint le sommet du mont Everest — Fukamachi va rencontrer Habu Jôji. Celui-ci est un grimpeur extraordinaire mais au caractère difficile. Il a marqué le milieu de l'alpinisme une quinzaine d'années plus tôt avant de disparaître complètement. De retour au Japon, à travers archives et rencontres, Fukamachi reconstitue son passé. Il s'intéresse notamment à la carrière de son rival Hase Tsuneo, emporté par une avalanche dans le K2 deux ans auparavant, certain qu'elle peut éclairer sa recherche. Puis il repart au Népal sur la piste d'Habu et de l'appareil photo de Mallory.
Le personnage de Hase Tsuneo est fortement inspiré de Tsuneo Hasegawa, un célèbre alpiniste japonais.

## Publication
Le manga est prépublié dans le magazine Business Jump de l'éditeur Shūeisha entre 2000 et 2003, avant d'être compilé en cinq tomes.
En France, le manga est édité par Kana entre mars 2004 et mai 2005. Plusieurs rééditions ont vu le jour par la suite, notamment une édition cartonnée entre septembre 2010 et septembre 2011 ou encore en coffret regroupant l'intégrale de la version cartonnée.

## Découpage
Le Sommet des dieux est divisé en quarante sept épisodes, le dernier portant le même titre que le premier.
Tome un
- 1er épisode : Le sommet invaincu
- 2e épisode : La ville de toutes les chimères
- 3e épisode : Le loup affamé
- 4e épisode : Ono-sura
- 5e épisode : Première ascension
- 6e épisode : Un farouche indépendant
- 7e épisode : Le vent des cimes
- 8e épisode : Ascension en solitaire

Tome deux
- 9e épisode : Les Grandes Jorasses
- 10e épisode : Le carnet de Habu Jôji
- 11e épisode : Le passé
- 12e épisode : Le mont imaginaire
- 13e épisode : Sagarmatga
- 14e épisode : K2
- 15e épisode : L'homme qui a rejoint la montagne
- 16e épisode : Les rois du rocher
- 17e épisode : Le tigre des neiges
- 18e épisode : Seul face à la montagne

Tome trois
- 19e épisode : Le mystère de la première ascension de l'Everest
- 20e épisode : La ville de Bikhalu San
- 21e épisode : Dasain
- 22e épisode : La turquoise
- 23e épisode : Le démon des monts
- 24e épisode : Le gurkha
- 25e épisode : Souvenirs
- 26e épisode : Le village sherpa
- 27e épisode : Le pendentif maternel

Tome quatre
- 28e épisode : Le camp de base
- 29e épisode : Le loup des montagnes
- 30e épisode : Le plan d'attaque
- 31e épisode : Départ pour le glacier
- 32e épisode : La cascade de glace
- 33e épisode : Le Warship Rock
- 34e épisode : Paroi de glace
- 35e épisode : La Tour grise
- 36e épisode : Révélation

Tome cinq
- 37e épisode : Vers le sommet (1re partie)
- 38e épisode : Vers le sommet (2e partie)
- 39e épisode : La cime rêvée
- 40e épisode : Tokyo
- 41e épisode : La légende du loup solitaire
- 42e épisode : Au pied de la montagne
- 43e épisode : L'arête nord-est
- 44e épisode : Le siège des dieux
- 45e épisode : Vivre
- 46e épisode : Un alpiniste de légende
- Dernier épisode : Le sommet invaincu

## Adaptations

### Film en prise de vues réelles
Une adaptation du roman de Baku Yumemakura en film en prise de vues réelles, Everest, le sommet des dieux (エヴェレスト 神々の山嶺, Everesuto kamigami no itadaki), est sortie le 12 mars 2016 au Japon. Le film est réalisé par Hideyuki Hirayama, et interprété par Jun'ichi Okada, Hiroshi Abe et Machiko Ono.

### Film d'animation
En 2015 est annoncée la préparation d'un film d'animation français en images de synthèse dont les premiers réalisateurs annoncés sont Jean-Christophe Roger et Éric Valli. Le projet est ensuite modifié pour devenir un film d'animation ayant un rendu de dessin animé, coproduit par le studio Folivari de Didier Brunner, Melusine Productions et Julianne Films, avec Patrick Imbert à la réalisation et Sébastien Oursel et Guillaume Mautalent au scénario. Un teaser est dévoilé lors du Festival d'Annecy en 2020, avec une date de sortie annoncée pour 2021. Le film sort finalement en salles en France le 22 septembre 2021.

## Récompenses
Le Sommet des dieux a reçu en 2001 le prix de la meilleure œuvre dans la catégorie manga lors de la 5e édition du Japan Media Arts Festival et le Prix du dessin lors du Festival d'Angoulême 2005.